# José Pierre Vunguidica
José Pierre Vunguidica est un footballeur international angolais, né le 3 janvier 1990 à Luanda en Angola. Il évolue actuellement au FC Sarrebruck comme attaquant.

## Palmarès
Néant